# Coffice
A coffice a XXI. század megváltozott munkakörnyezeti elvárásaihoz alkalmazkodva létrejött iroda és kávézó közötti átmenet, amely a kávézó jelleg megőrzése mellett infrastruktúrájából adódóan alkalmas diákok, szabadúszók és kezdő projektek számára produktív munkavégzésre. 

## Kialakulásuk
Az első coffice-ok kialakulása nagyjából egy időre tehető az ingyenes Wi-Fi elterjedésével. Ezek az addig egyszerű kávézóként üzemelő vendéglátóipari egységek kezdtek el olyan megoldásokat alkalmazni, amelyek kielégítették azok igényeit is, akik munkára vagy tanulásra alkalmas helyet kerestek kiszakadva a konvencionális munkakörnyezetből. A kávé elérhetősége adott volt, emellett jelent meg az elérhető internetkapcsolat, a nagyobb asztalok, esetenként a részlegesen szeparált belső elosztás. Természetesen ezeknek a kávézóknak, melyek még ma is sikeresen működnek, az elsődleges célja továbbra is egyszerűen a kávé eladás maradt bárki számára aki ezt igényli, mindössze nyitottak egy újabb, egyre erősebben jelen lévő csoport felé.

## A modern coffice
A korszerű coffice ezen kávézók utódainak tekinthető attól függetlenül, hogy egymás mellett üzemelnek, ám mind szolgáltatásait, mind kialakítását tekintve teljes mértékben megtestesíti a modern munkakörnyezeti elvárásokat. A coffice-okat elsősorban szabadúszók, városi nomádok, startupperek és diákok látogatják vagy olyanok, akik a home office helyett egy szociálisabb környezetet keresnek. Olyanok, akik nyitottak az újításokra, mindig a legkorszerűbb megoldásokat keresik és szívesen adaptálják az aktuális trendeket, főleg az Y és a Z generáció tagjai. 
A coffice lényege, hogy egész nap alkalmas projekt és üzleti megbeszélések lefolytatására, tanulásra és munkára is. Megteremti az interakció lehetőségét, ugyanakkor az egyéni munkához vagy tanuláshoz szükséges nyugalmat is tudja biztosítani. Kialakítás tekintetében elsősorban az egyéni és kisebb csoportos munkákhoz, megbeszélésekhez szükséges környezeti feltételek megteremtésére koncentrál. Egységesen kialakított közösségi tér mellett 4-5 fős szeparált terek, gyors és folyamatosan elérhető Wi-Fi és mobilinternet hálózat, telefon és laptop töltők, fénymásoló és nyomtató, munkához optimalizált bútorzat, whiteboardok és számos konnektor teszik teljessé.
A fentiek mellett kiemelkedő jelentőségű, hogy munka vagy tanulás után is biztosítsa a Coffice a megfelelő lehetőséget a kikapcsolódáshoz, a barátokkal vagy kollégákkal való találkozáshoz, így több Coffice is bárként funkcionál az esti óráktól egészen hajnalig.

## Ismert nemzetközi Coffice-ok
- Workshop Café, San Francisco - http://www.workshopcafe.com/ Archiválva 2015. november 1-i dátummal a Wayback Machine-ben
- Café Coffice, Montreal - http://www.cafecoffice.com/
- Coffice Budapest, Budapest – https://web.archive.org/web/20160307043223/http://cofficebp.hu/
- Coffice, Stockholm - https://web.archive.org/web/20151019190336/http://coffice.coop/
- The Digital Eatery, Berlin - https://web.archive.org/web/20151031112351/http://www.microsoft.com/de-de/berlin/the-digital-eatery/